# Harrisoniascincus zia
Harrisoniascincus zia — вид сцинкоподібних ящірок родини сцинкових (Scincidae). Ендемік Австралії. Це єдиний представник монотипового роду Harrisoniascincus.

## Поширення і екологія
Harrisoniascincus zia мешкають на крайньому південному сході штату Квінсленд, а також на крайньому північному сході Нового Південного Уельсу, де зустрічаються у двох ізьольованих субпопуляціях, в районі міста Коффс-Гарбор та в національному парку Бордер-Рейнджес. Вони живуть в гірських тропічних лісах і нотофагусових лісах. Відкладають яйця.